# Bob (fryzura)

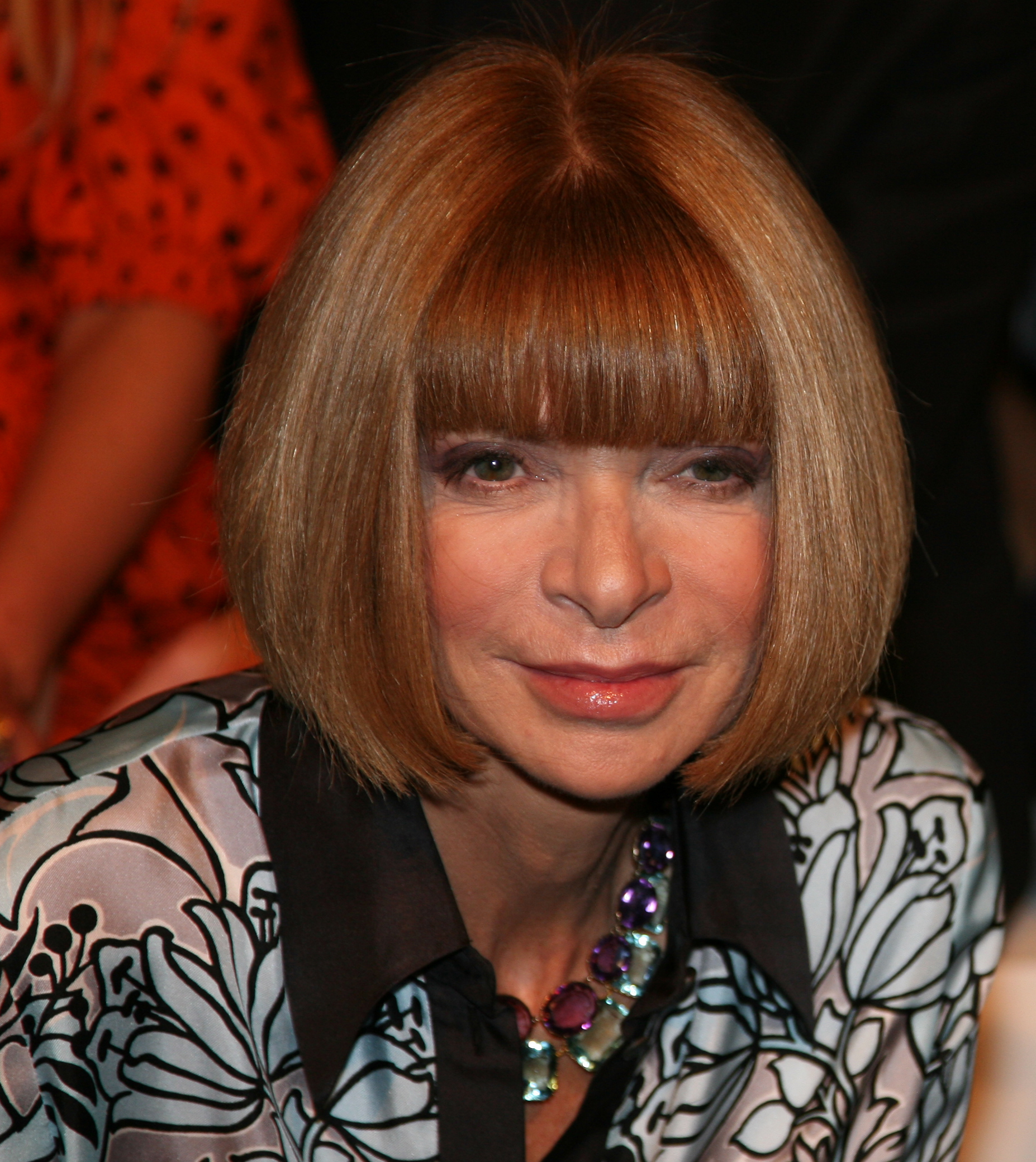
Bob

Bob – klasyczna krótka fryzura kobieca, polegająca na skróceniu włosów jednolicie najczęściej do wysokości brody, często z dodaniem grzywki, która występuje w kilku wariantach.
Najpopularniejszymi z nich są:
- bob chiński: włosy ścięte są do takiej samej długości wokół całej głowy poniżej linii szczęki,
- klasyczny bob z długą lub krótką grzywką,
- bob stylu lat sześćdziesiątych: włosy ścięte są do takiej samej długości wokół całej głowy powyżej linii szczęki (bardzo często z krótką grzywką i wygolonym tyłem),
- asymetryczny bob (A Line): włosy z tyłu głowy są krótsze, fryzura przypomina od tyłu literę A (boki stają się coraz dłuższe, środek przystrzyżony lub zasadniczo skrócony).
- long bob
- warstwowy bob: Fryzura charakteryzująca się cieniowaniem włosów na różnych długościach, co nadaje im objętość i lekkość. Może być szczególnie korzystny dla osób z cienkimi włosami.[1]

We fryzurach typu bob często tył głowy jest wygolony maszynką (im niżej tym krótsze włosy, włosy ścięte do długości kilku milimetrów lub całkowicie zgolone).

## Historia
Pierwszą kobietą posiadającą fryzurę bob była Eve Lavalliere, którą obciął na potrzeby sztuki teatralnej w roku 1909 Antoni Cierplikowski (Antoine). Dopiero dekadę później fryzury bob stały się nadzwyczaj popularne, co przyczyniło się również do wzrostu liczby kobiet noszących tradycyjne krótkie włosy.
Tradycyjny bob z lat 20. przeważnie posiada prostą grzywkę nie dłuższą niż do linii brwi. Włosy są ścięte wokół głowy do równej długości (zazwyczaj włosy sięgają nieco poniżej uszu). Włosy zasłaniają uszy.
Włosy z tyłu głowy, poniżej linii bob bardzo często są ścinane do długości kilku milimetrów lub centymetrów. Czasem spotyka się fryzury z całkowicie ogoloną dolną częścią głowy.
W latach 60. XX wieku fryzury bob znów zaczęły być modne. Kobiety obcinały się według standardów z poprzednich dekad. Wprowadzono również fryzurę typu A Line.
Bob A Line jest fryzurą asymetryczną - z przodu długą (włosy sięgają nawet linii szczęki), a z tyłu stającą się coraz krótszą (włosy skracają się ku górze). Poniżej linii bob włosy starannie przycinano tak, by osiągnąć łagodne przejście pomiędzy górną a dolną częścią głowy.
Fryzura typu bob stała się szczególnie modna w latach 20. XX wieku.

### Bob w XXI wieku
Kolejne odrodzenie fryzury miało miejsce na początku XXI wieku. Obecnie fryzury typu bob są bardzo różnorodne. Najpopularniejszymi odmianami są fryzury long bob, short bob, odwrócony bob, pixie bob, A Line oraz bob chiński, charakteryzujący się ścięciem włosów do równej długości wokół głowy (lecz poniżej linii szczęki).
Większą popularnością cieszą się fryzury z krótko ostrzyżonymi włosami u dołu głowy.
W XXI wieku nastąpiło odrodzenie fryzury. Fryzury bob posiadają gwiazdy takie jak: Victoria Beckham, Rihanna, Katie Holmes. Katarzyna Zielińska. 